# Падение Вавилона
Падение Вавилона — событие, произошедшее 12 октября 539 г. до н. э., когда Вавилон, столица Нововавилонской империи, был захвачен войсками Ахеменидской державы под предводительством Кира II. Это событие привело к окончательному краху Нововавилонской империи.
В то время, когда Вавилон находился под властью царя Набонида, персидский царь Кир II организовал военное вторжение. В результате успешной кампании армия Ахеменидов вошла в Вавилон, что привело к свержению Нововавилонской империи. После захвата города Кир II принял титул «Царь Вавилона» и провозгласил себя преемником древних вавилонских царей.